# George Padmore
George Padmore (né Malcolm Ivan Meredith Nurse à Arouca sur l'île de Trinité le 28 juin 1903 et mort le 23 septembre 1959 à Londres) est un leader noir du panafricanisme au XXe siècle.

## Biographie
Fils d'un conseiller agricole et d'une institutrice, il est familiarisé avec les idées panafricanistes dès sa jeunesse par son père, sympathisant d'Henry Sylvester-Williams. Après qu'il a travaillé comme journaliste, l'absence d'institutions universitaires dans les Antilles britanniques le contraint à immigrer aux États-Unis où il poursuit des études de droit. Militant antiraciste et auteur pour la presse universitaire, il prend le pseudonyme de George Padmore pour ne pas mettre en danger sa famille et adhère au Parti communiste des États-Unis d'Amérique qui luttait contre la ségrégation raciale.
Padmore participe également aux activités de plusieurs autres organisations militantes, dont la Ligue anti-impérialiste et le Comité international des travailleurs noirs (proche de l'Internationale communiste). En 1934, déçu par le rapprochement entre l'URSS, qui dénonçait le colonialisme, et la France, puissance coloniale, il quitte l'Internationale communiste où il était critiqué pour sa « tendance à l'unité de race contre l'unité de classe » et le PC des États-Unis. Il reste cependant socialiste.
En 1945, il compte parmi les principaux organisateurs du Congrès panafricain de Manchester, auquel participe notamment W. E. B. Du Bois, Jomo Kenyatta ou encore Kwame Nkrumah. En 1957, ce dernier l'invite au Ghana et il y devient conseiller aux affaires africaines. À ce poste, Padmore contribue à l'organisation de la conférence des États indépendants de 1958. Il est élu secrétaire général de la All African Peoples Conference et s’emploie à tenter d'unir les pays africains contre l’impérialisme et à dénoncer les religions et les rivalités ethniques comme facteurs de divisions. Il meurt le 23 septembre 1959 et est enterré en octobre avec des funérailles nationales.